# Norbert Nigbur
Norbert Nigbur (Gelsenkirchen, 1948. május 8. –) nyugatnémet válogatott világbajnok német labdarúgó, kapus.

## Pályafutása

### Klubcsapatban
Az SV Gelsenkirchen 06 csapatában kezdte a labdarúgást. 1966 és 1976 között a Schalke 04 labdarúgója volt. 1976 és 1979 között a Hertha BSC csapatában védett. 1979-ben visszatért a Schalkéhoz, ahol újabb négy idényt töltött el. Az 1983–84-es idényben a VfB Hüls, az 1984–85-ös idényben a Rot-Weiß Essen csapatában játszott. 1985-ben fejezte be az aktív labdarúgást.

### A válogatottban
1974 és 1980 között hat alkalommal szerepelt a nyugatnémet válogatottban. Tagja volt 1974-es világbajnok csapatnak, de pályára nem lépett. 1966 és 1973 között négyszeres U23-as válogatott, 1975 és 1981 között ötszörös B-válogatott volt.

## Sikerei, díjai
NSZK
- Világbajnokság
  - világbajnok: 1974, NSZK

 FC Schalke 04
- Nyugatnémet bajnokság (Bundesliga)
  - 2.: 1971–72
- Nyugatnémet kupa (DFP-Pokal)
  - győztes: 1972
  - döntős: 1969
- Kupagyőztesek Európa-kupája (KEK)
  - elődöntős: 1969–1970

 Hertha BSC
- Nyugatnémet bajnokság (Bundesliga)
  - 3.: 1977–78
- Nyugatnémet kupa (DFP-Pokal)
  - döntős: 1977, 1979